# Adbeel
Adbeel (en hebreu עַבְדִיאֵל בן-יִשְׁמָעֵאל Avdiel ben Yišmāêl) és un nom esmentat a la Bíblia hebrea i l'Antic Testament, com a un dels fills d'Ismael, fill d'Abraham, i el nom d'una tribu al desert esmentat al Llibre del Gènesi, capítol 25:13. El nom significa servent de Déu. El Llibre de Jasher citava el nom dels seus dos fills; Xamad i Jabí. Antigament hi havia una tribu del nord-est d'Aràbia que s'anomenava Adbil.